# René Becker
René Becker (Stadskanaal, 21 juli 1973) is een Nederlandse volkszanger.

## Biografie
René Becker is een allround zanger. 
Becker trad vroeger al op in de voetbalkantine van voetbalclub SC Stadskanaal. Het publiek daar was zo belangstellend dat ze hem vroegen voor feesten en partijen. In 2004 zet de van oorsprong Groninger zanger zijn eerste professionele stappen in de Nederlandse muziekindustrie. Becker tekent op 31-jarige leeftijd een contract bij platenmaatschappij Maura Music te Zuidbroek. Onder die vlag brengt hij in 2005 zijn debuutalbum ‘Verwonderd' uit. Dit album wordt geproduceerd door de Mastersound Studio te Eelde, met dank aan Ejo Dreise en Niels Lingbeek. Op dit album staat onder meer 'Jij bent een wonder'.
In 2008 kwam zijn tweede album uit, met onder andere 'Als een Komeet'. Tevens het jaar waarin hij optrad tijdens het WK sprint in Thialf Heerenveen. In 2009 stapte hij van platenmaatschappij over naar Berk Music Eindhoven waarmee hij in 2010 met 'Eén en al gezelligheid' een hitje in de Single Top100 scoort, op nummer 43. Later, in 2017, treedt hij hiermee op bij het landelijke radiostation Qmusic.
Naast het mede schrijven van eigen liedjes zet Becker zich vanaf 2013 maatschappelijk in voor Stichting 'KOala', waarmee hij sporten aanmoedigt in de strijd tegen overgewicht bij jonge kinderen. Vanaf 2011 brengt hij zijn muziek landelijk uit bij RoodHitBlauw Produkties Nijkerk.

## Discografie

### Albums
| Album met eventuele hitnotering(en) in de Nederlandse Album Top 100 | Datum van verschijnen | Datum van binnenkomst | Hoogste positie | Aantal weken | Opmerkingen |
| ------------------------------------------------------------------- | --------------------- | --------------------- | --------------- | ------------ | ----------- |
| Verwonderd                                                          | 2005                  | -                     |                 |              |             |
| Voor jou                                                            | 2008                  | -                     |                 |              |             |

### Singles
| Single met eventuele hitnotering(en) in de Nederlandse Top 40 | Datum van verschijnen | Datum van binnenkomst | Hoogste positie | Aantal weken | Opmerkingen                 |
| ------------------------------------------------------------- | --------------------- | --------------------- | --------------- | ------------ | --------------------------- |
| Jij bent een wonder en Verloren                               | 2004                  | -                     |                 |              |                             |
| Ik zet alles op jou en Jij hebt mij behekst                   | 2005                  | -                     |                 |              |                             |
| Als je lacht en Femme Fatale                                  | 2006                  | -                     |                 |              |                             |
| Als een Komeet en Daarom leef ik met jou                      | 2008                  | -                     |                 |              |                             |
| Als het Kerstmis is                                           | 2008                  | -                     |                 |              |                             |
| Alles of niets en Spaanse Verlangen                           | 2009                  | -                     |                 |              |                             |
| Stil verdriet                                                 | 2009                  | -                     |                 |              | met Rieks Schuring          |
| Als een Komeet (feest) en Eén en al gezelligheid              | 2010                  | -                     |                 |              | Nr. 43 in de Single Top 100 |
| Hey Madeleine                                                 | 2011                  | -                     |                 |              |                             |
| Maar vanavond                                                 | 2012                  | -                     |                 |              | Nr. 46 in de Single Top 100 |
| Wat ben je mooi                                               | 2012                  | -                     |                 |              |                             |
| De avond is van ons en Elke dag                               | 2013                  | -                     |                 |              |                             |
| Ogen dicht en doorgaan en Jij bent een wonder                 | 2014                  | -                     |                 |              |                             |
| Mijn Zomerzonde en Laat je het licht aan                      | 2015                  | -                     |                 |              |                             |
| Onvergetelijk en Laten we proosten                            | 2016                  | -                     |                 |              |                             |
| Dit is het moment                                             | 2017                  | -                     |                 |              |                             |
| Voel!                                                         | 2018                  | -                     |                 |              | ft. DJ Maarten              |
| Altijd een weg                                                | 2019                  | -                     |                 |              |                             |
| Het is Raak                                                   | 2020                  | -                     |                 |              |                             |
| Echte Vrienden                                                | 2021                  | -                     |                 |              |                             |
| Alleen voor Jou                                               | 2022                  | -                     |                 |              |                             |
| Gappie                                                        | 2023                  | -                     |                 |              |                             |
| Zolang niet gezien                                            | 2024                  | -                     |                 |              |                             |
| (Spaanse) Verlangen                                           | 2024                  | -                     |                 |              | - Website René Becker       |